# سوخو اس-۷۰ اوختونیک
سوخو اس-۷۰ اوخوتنیک (روسی: Сухой С-۷۰ "Охотник" 'شکارچی') که هانتر-بی (Hunter-B) نیز نامیده می‌شود، پهپاد رزمی سنگین شناساگریز روسی است که سوخو و میکویان آن را به‌عنوان یک پروژهٔ هواگرد نسل ششم توسعه می‌دهند. این هواگرد بی‌سرنشین براساس پهپاد قدیمی‌تر اسکت شرکت میگ، ساخته شده و برخی از فناوری‌های جنگنده نسل پنجم سوخو-۵۷ را در بر می‌گیرد. مدتی بعد برنامه‌ریزی شد تا مشابه با برنامه اسکای‌بورگ نیروی هوایی آمریکا، زیر نظر خلبانان سوخو-۵۷ عمل کند.

## توسعه
می‌توان گفت اوخوتنیک از سال ۲۰۱۱ یعنی از زمانی که سوخو از طرف وزارت دفاع روسیه برای هدایت برنامه طراحی و ساخت یک پهپاد شناسایی و رزمی جدید انتخاب شد، به‌طور مستمر در حال توسعه است. پهپاد جدید بر اساس داده‌های برنامه قبلی پهپاد رزمی (Mikoyan Skat) توسط کمپانی میگ و سوخو به‌طور مشترک در حال توسعه است. کار توسط انجمن تولید هواپیماهای نووسیبیرسک (NAPO)، بخشی از شرکت سوخو انجام شده‌است. در اسناد این مجموعه، این پهپاد به عنوان «یک هواپیمای بدون سرنشین نسل ششم» مشخص شده‌است.
اولین ماکت برای آزمایش‌ها زمینی در سال ۲۰۱۴ ساخته شد. نمونه اولیه این هواپیمای بدون سرنشین برای اولین بار در ژوئیه ۲۰۱۷ فاش شد که پیکربندی تمام بال این هواپیمای بدون سرنشین را نشان می‌دهد.  در نوامبر ۲۰۱۸، این پهپاد اولین سری تست‌های تاکسی، سرعت و توقف را در حالت کاملاً مستقل در باند کارخانه NAPO انجام داد و در حالت دویدن بر روی باند، به حداکثر سرعت ۲۰۰ کیلومتر در ساعت رسید.
در ۱۸ ژانویه ۲۰۱۹، سومین نمونه اولیه قابل پرواز هواپیمای Su-57 (شماره bort 053) با طرح و رنگ استتار دیجیتالی جدید، همراه با تصویری دیجیتالی از اوخوتنیک در بالا و پایین آن و علامت‌های منحصر به فرد در دم عمودی، مشاهده شد. در ۲۴ ژانویه ۲۰۱۹، اولین نمونه قابل پرواز هواپیمای بدون سرنشین در کارخانه NAPO دیده شد. به گفته مقامات روسی، از Su-57 به عنوان آزمایشگاه پرواز برای آزمایش سیستم‌های هواپیمایی اوخوتنیک استفاده می‌شود.
در اواخر ماه مه ۲۰۱۹، اوخوتنیک یک سری آزمایش‌ها پروازی را انجام داد که طی آن این هواپیمای بدون سرنشین چندین متر بالاتر از باند کارخانه NAPO پرواز کرد.
در ۳ اوت ۲۰۱۹، اوخوتنیک اولین پرواز اصلی خود را انجام داد. این پهپاد حدود ۲۰ دقیقه در ارتفاع ۶۰۰ متری بر فراز مرکز آزمایش پرواز دولتی چکالوف در آختوبینسک پرواز کرد و چندین دور را در اطراف گردش کرد. در ۷ اوت همان سال، وزارت دفاع روسیه ویدئویی از اولین پرواز اوخوتنیک را منتشر کرد.
در ۲۷ سپتامبر ۲۰۱۹، وزارت دفاع روسیه ویدئویی را منتشر کرد که اولین پرواز اوخوتنیک را در کنار جنگنده پنهانکار نسل پنجمی سوخو-۵۷ (به روسی: Сухой Су-۵۷) (نام‌گذاری در ناتو: Felon) نشان می‌دهد. گزارش شده‌است که پهپاد به‌طور مستقل عمل می‌کند و بیش از ۳۰ دقیقه با تعامل با سوخو-۵۷ پرواز می‌کند تا آزمایش رادار جنگنده و محدوده تعیین هدف را برای استفاده از سلاح‌های دوربرد هوایی خارج از برد پدافند هوایی دشمن انجام دهد.
در ۱۲ فوریه ۲۰۲۱، به گفته یک منبع در مجتمع صنایع نظامی، سه نمونه اولیه دیگر در کارخانه هواپیمایی نووسیبیرسک چکالوف در دست ساخت است. مدل دوم یک نسخه اصلاح شده از نمونه اولیه است در حالی که نمونه‌های سوم و چهارم سریال تولید سریال یکسان است. این پیشرفت‌ها و تغییرات مربوط به سیستم‌های تجهیزات رادیو الکترونیکی آنبورد و عناصر ساختاری بستر هوا خواهد بود. سه نمونه اولیه دیگر باید برای آزمایش‌های پرواز در سال‌های ۲۰۲۲ و ۲۰۲۳ آماده باشند. این منبع در مجموعه صنایع نظامی همچنین گفت که این سری اوخوتنیک مجهز به یک نازل مسطح استاندارد خواهد بود تا رد حرارتی و راداری آنها بیشتر کاهش یابد.

## طراحی
طراحی اوخوتنیک بر اساس طرح تمام بال (بال‌دیس) است و شامل استفاده از مواد کامپوزیت و مواد جاذب رادار است که باعث می‌شود هواپیمای بدون سرنشین در هنگام پرواز کمتر دیده شود. وزن آن حدود ۲۰ تن و طول بال آن در حدود ۲۰ متر (۶۵ فوت) است. پیشران این هواپیمای بدون سرنشین یک موتور توربوفن بنام ساترن AL-31F که این موتور در هواپیمای جنگنده سوخو Su-27 نیز استفاده می‌شود، یا یک موتور نوع توسعه یافته AL-41F، نصب شده بر روی جنگنده‌های سوخو-۳۵ اس (Su-35S) و نمونه‌های اولیه سوخو-۵۷. اگرچه اولین نازل اگزوز نمونه اولیه معمولی بود و می‌توانست رد راداری هواپیمای بدون سرنشین را افزایش دهد، اما همان‌طور که در یک ماکت در سالنی در نمایشگاه هوایی ماکس(MAKS 2019) نشان داده شد، در نمونه ارتقا یافته آینده می‌توان اگزوز بهبود یافته و همچنین ورودی موتور تغییر یافته را مشاهده کرد. گزارش شده‌است که حداکثر سرعت این هواپیمای بدون سرنشین، هنگام حمل محموله داخلی آن ۱۰۰۰ کیلومتر در ساعت است. به احتمال زیاد اوخوتنیک طوری طراحی شده‌است که بتواند به‌عنوان «پهپاد هم‌پر» (loyal wingman) کنترل شده توسط سوخو-۵۷ عمل می‌کند. این هواپیما از نظر شکل ظاهری شباهت زیادی به پهپاد لاکهید مارتین آرکیو-۱۷۰ سنتینل دارد. در دسامبر ۲۰۱۱، نیروهای ارتش ایران توانسته بودند که با هک کردن سامانهٔ کنترل یک آرکیو-۱۷۰ و در اختیار گرفتن کنترل آن، پهپاد مزبور را کاملاً سالم در ایران به زمین بنشانند. گمان می‌رود مهندسان روسی توانسته‌اند به فناوریهای آرکیو-۱۷۰ هک شده توسط ایران دسترسی داشته باشند.

## مشخصات (Sukhoi S-70)
داده‌ها از Sputnik, TASS, Ainonline
ویژگی‌های عمومی
- خدمه: none
- پهنای بال: ۲۰ متر (۶۵ فوت)
- وزن خالی: ۲۰٬۰۰۰ کیلوگرم (۴۴٬۰۹۲ پوند) not verified
- پیشرانه: ۱ عدد  Saturn AL-31F or AL-41F, ۱۲۳–۱۴۷ کیلونیوتن (۲۸٬۰۰۰–۳۳٬۰۰۰ پوند-نیرو) با پس‌سوز

عملکرد
- حداکثر سرعت: ۱٬۰۰۰ کیلومتر بر ساعت (۶۲۰ مایل بر ساعت، ۵۴۰ گره)
- بُرد: ۶٬۰۰۰ کیلومتر (۳٬۷۰۰ مایل، ۳٬۲۰۰ مایل دریایی)

تسلیحات

- 2 internal weapons bays for up to 2,000 kg of guided and unguided ammunition

#### هواگردهای با نقش، پیکربندی و دوره مشابه
- AVIC 601-S
- بویینگ ایکس-۴۵
- نورثروپ گرومن ایکس-۴۷بی
- بوئینگ فانتوم ری
- لاکهید مارتین آرکیو-۱۷۰ سنتینل
- نورثروپ گرومن آرکیو-۱۸۰
- داسو ان‌یوروان
- BAE Systems Taranis
- کراتوس ایکس‌کیو-۵۸ والکری